# Коновер, Уиллис
Уиллис Кларк Коновер (младший) (англ. Willis Clark Conover; 18 декабря 1920 года — 17 мая 1996 года) — американский джазовый продюсер и радиоведущий на радио «Голос Америки», проработавший там свыше сорока лет.
Ведущий передачи «Jazz Hour». Наиболее значимый радиоведущий в интернациональном джазе.
Уиллис Коновер был продюсером джазовых концертов в Белом доме, на Ньюпортском джазовом фестивале, а также джазовой музыки для кино и телевидения. Составляя концертные программы, на которые приходили люди разных рас и национальностей, он начал пользоваться популярностью в ночных клубах Вашингтона.
Начиная с 1955 года его радио-передача Music USA вещалась по всему миру, собирая у приёмников миллионы людей. Коновер со своим ночным вещанием стал очень популярен в связи с нарастающим интересом к живому джазу в странах Восточной Европы в период холодной войны.

## Юность
В молодости Уиллис Коновер интересовался научной фантастикой и выпускал журнал о ней под названием Science Fantasy Correspondent. Это привело к тому, что он начинает переписываться с писателем Говардом Лавкрафтом. Переписка между Лавкрафтом в последние годы его жизни и молодым Коновером опубликована в книге Опять-таки Лавкрафт (Карролтон-Кларк, 1975, переиздана 2004) англ. Lovecraft at Last (Carrolton-Clark, 1975; reprint 2004).
Отец Коновера настаивал на том, чтобы сын поступил в военное училище «Цитадель» в Южной Каролине и продолжил семейную традицию, став военным. Вопреки желанию отца он поступил в Сэлисбурский университет штата Мэриленд и через некоторое время там же стал диктором на радио WTBO.

## «Голос Америки»

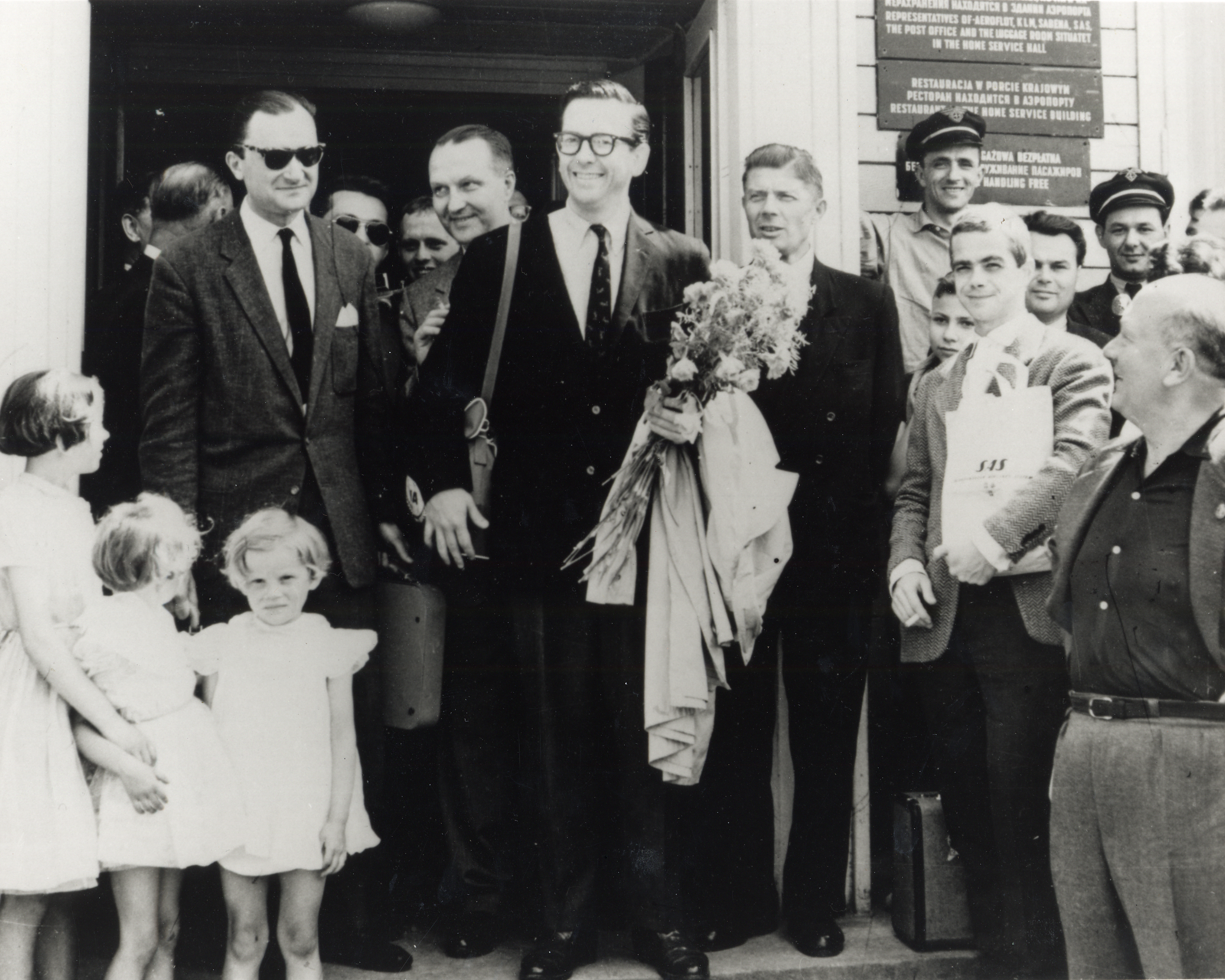
Первое прибытие Коновера в Польшу (1959)

Коновер пришел работать на радио «Голос Америки» и в конечном итоге стал легендой среди любителей джаза, в первую очередь из-за своей часовой программы, которая называлась «Голос американской музыки». Коновер выделялся своим звучным голосом. Из-за этого многие утверждали, что это был самый важный ведущий «Голоса Америки».
Он был не очень хорошо известен в США даже среди поклонников джаза, но его визиты в страны Восточной Европы и Советский Союз всегда сопровождались радостным приемом огромного количества его почитателей. Коновер был знаменитой персоной в Советском Союзе, где джаз был очень популярен, а «Голос Америки» являлся первичным источником информации об этой музыке. Уиллис Коновер трижды посещал СССР — в 1967, 1969 и 1983 гг. Коновер никогда не был правительственным служащим, работая на радио по трудовому соглашению. Это обеспечивало его программе независимость от политической пропаганды . 
Коновер умер от рака легкого, вызванного 57-летним стажем курения.